# Pétrola
Pétrola – gmina w Hiszpanii, w prowincji Albacete, w Kastylii-La Mancha, o powierzchni 74,61 km². W 2011 roku gmina liczyła 826 mieszkańców.